# Margita Reiznerová
Margita Reiznerová (* 5. května 1945 Malé Bukovce, Slovensko - 16. září 2020 Lokeren, Belgie) byla spisovatelka publikující v romštině.

## Život a tvorba
Narodila se na Slovensku, ale hned po válce se celá rodina přestěhovala do Prahy. Ve své literární činnosti tvořila hlavně básně a z prózy pohádky. Ke tvorbě v romštině ji inspirovala skupina autorů kolem prvního romského periodika v Československu Romano ľil (Romský list), který byl založen v roce 1970. Hlavně texty Tery Fabiánové, díky nimž si básnická rubrika v časopise zajistila pevné místo, podle slov Reiznerové ukázaly, že „je možné romský psát“ a „jaká je romština krásná řeč“. Sama Margita Reiznerová začala psát až po roce 1989, kdy spoluzaložila Sdružení romských autorů a přispěla do sborníku Kale ruži jak několika básněmi, tak prozaickou pohádkou Le Romengero gendalos (Zrcadlo Romů). V roce 1992 vyšla pohádka Kaľi. Napsala rovněž dvojazyčnou romskočeskou sbírku básní Suno (Sen) (česky: Sny - (z romštiny přeložila Lada Viková), která vyšla v roce 2000. Velkou měrou se podílela na chodu založeného sdružení, několik let byla jeho předsedkyní. Mezi lety 1991 a 1994 byla redaktorkou nakladatelství Romani čhib a pracovala také jako redaktorka časopisu Romano gendalos (Romské zrcadlo). Své básně publikovala mimo tohoto periodika i v časopisech Amaro Lav a Romano džaniben.
Profesí byla Margita Reiznerová zdravotní sestrou, pracovala na postu pomocné sestry 11 let v pražském Podolí. Mimo psaní se věnovala i hudbě, byla sólistkou romského folklorního souboru Perumos. V 90. letech 20. století s rodinou emigrovala do Belgie, kde se trvale usadila.
V Belgii žila se svým synem Romane Fedakem a pokračovala zde v psaní svých básní a pohádek. S rodinou v čele s bratrem Ladislavem Rusenkem pokračovala v souboru.
Úspěch slavila i v Belgii

## Dílo

### Vlastní sbírky
- Kaľi – pohádka (1992 a 1994)
- Suno – básnická sbírka (2000)

### Sborníky a časopisy
- Kale ruži – sborník vícera romských autorů (1990)
- Romské zrcadlo (1991–1994)